# دارابی (دالاهو)
دارابی، روستایی است از توابع بخش مرکزی شهرستان دالاهو استان کرمانشاه ایران.

## جمعیت
این روستا در دهستان بان‌زرده قرار داشته و بر اساس سرشماری سال ۱۳۸۵ جمعیت آن (۱۷خانوار) ۸۳نفر بوده‌است.

## منبع
1. ↑  درگاه ملی آمار